# AT&T廣場
AT&T广场（AT&T Plaza）是一个公众用地，并为塑像云门的所在地。它位于用来庆祝第三个千禧年的千禧公园，这公园则位于美国芝加哥卢普区的社区范围。云门和AT&T广场有时会被共同称为「在AT&T广场上的云门」。
在2004年，它和初次与公众见面的云门在公园的开幕周中开放。此外，AT&T的前身阿默利泰克公司（Ameritech Corporation）和SBC通訊公司（SBC Communications Inc.）则为命名权支付了300万美元的费用。 这广场其后成为了在圣诞假期瞭望麥考密克中心论坛广场和溜冰场的地方。它是圣诞报佳音活动的所在点。

## 细节

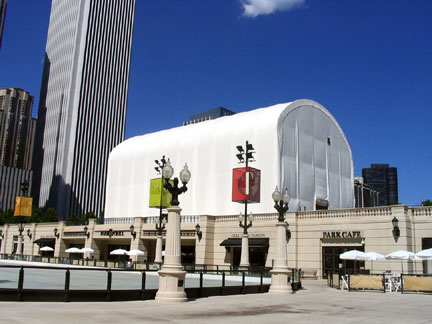
一个帐篷在AT&T广场上架了起来，并遮盖正在进行打磨工作的云门。

位于密西根湖东部和河床西边的格兰特公园从19世纪中旬开始就一直是芝加哥的主要公园。在它西北方的伊利诺伊中央铁路公司铁路站场和停车场於1997年被芝加哥选为千禧公园的地址。这公园于2007年成为芝加哥的第二大景点，並排在海军码头后面。
这广场位于公园餐厅（Park Grill）和麥考密克中心论坛广场和溜冰场之上，溜冰场的后方，大通長廊（Chase Promenade）的旁边及波音藝廊（Boeing Gallery）的南北翼之间。其表面为混凝土。 位于广场和塑像之下的公园餐厅（造价6百万美元和拥有300个座位），并于2004年11月开幕。 广场的表面由25200平方尺的混凝土块铺设而成，而土块的尺寸为30英吋长、30英吋宽和2.5英吋厚。

## 历史

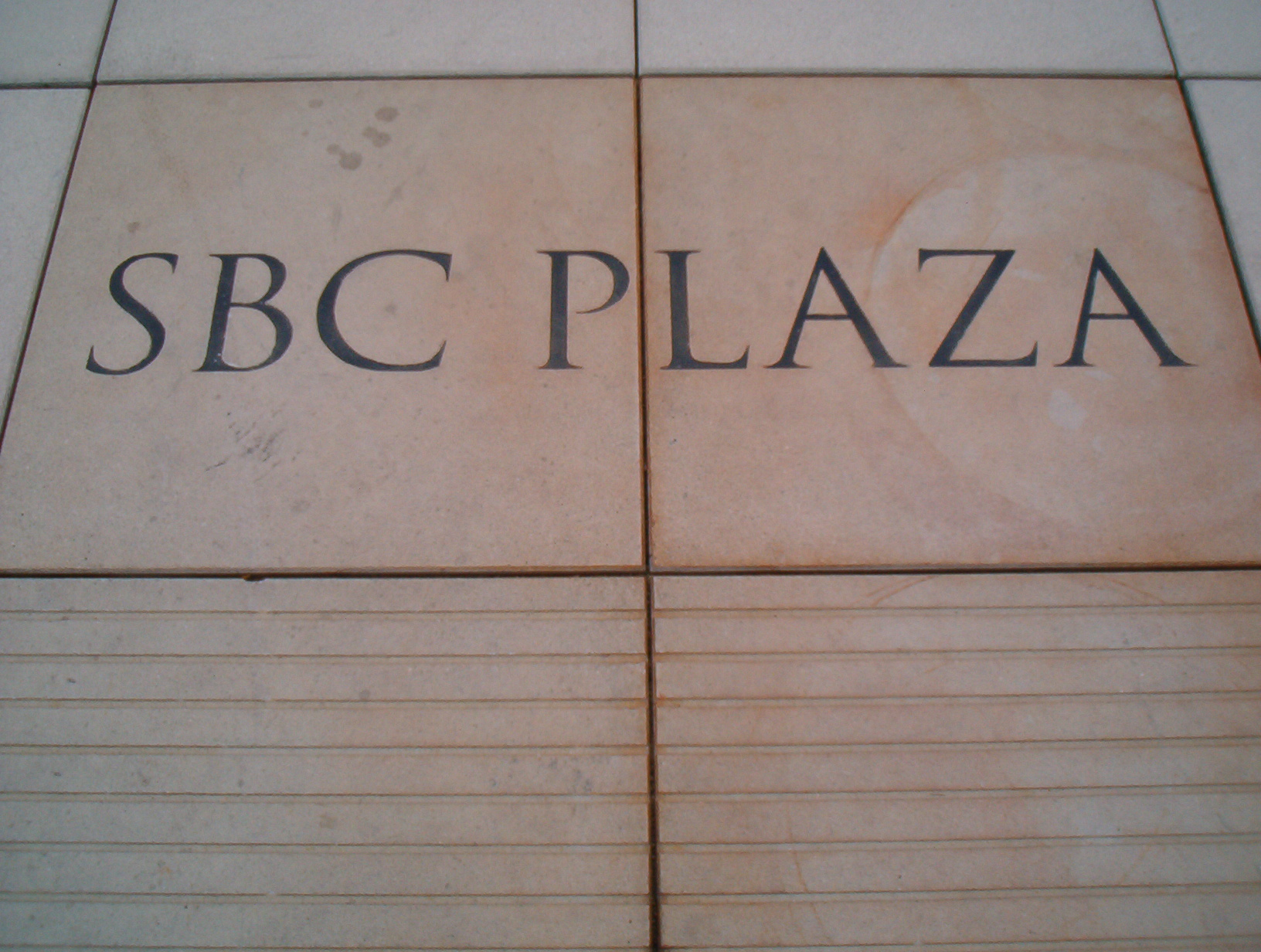
雕刻着AT&T广场以前的名字SBC广场的混凝土块

广场因阿默利泰克公司支付了300万美元的命名权费而被命名为阿默利泰克广场。 当公园在2004年开幕的时候，阿默利泰克公司与SBC通讯公司合并，所以广场也被改名为SBC广场。SBC通讯公司于2005年收购了AT&T，它也随后改名为AT&T，因此广场再次改名。
云门原本被估测为60吨，因为当时很难估测同时能兼容美学和所需钢材厚度的重量。 塑像最后的重量为110吨，但广场不能够支撑它。公园餐厅的屋顶，也就是「云门」的所在地，则需要有能承受这重量的强度。分隔芝加哥梅特拉火车轨道和格兰特公园北部车库的挡土墙承受了塑像一大部分的重量，并成为了餐厅的后墙。这墙和剩下的车库地基在塑像建起之前都需要安装额外的支撑。塑像的外壳工程于2004年6月开始，一个巨大的帐篷（左图）在塑像的外围架了起来，以遮盖需要进行打磨工作的云门。

## 活动
广场在2006年成为了年度报佳音活动的举办地点。紧随着感恩节的合唱活动则由贝拉沃切（Bella Voce）、芝加哥群众合唱团（Chicago Mass Choir）和芝加哥儿童合唱团（Chicago Children's Choir）领导。由于广场位于麥考密克中心论坛广场和溜冰场之上，因此它成为了人们瞭望于夏季在麥考密克中心论坛广场举行的爵士乐音乐会的地点。